# Guglielmo di Jülich-Berg
Guglielmo di Hengenbach in tedesco: Wilhelm (Jülich-Berg) (9 gennaio 1455 – Düsseldorf, 6 settembre 1511) è stato un nobile tedesco, fu Duca di Jülich e di Berg, e conte di Ravensberg, dal 1475 alla sua morte.

## Origine
Guglielmo, secondo la Allgemeine Deutsche Biographie era il figlio maschio primogenito del Duca di Jülich e di Berg, e conte di Ravensberg, Gerardo e della moglie, Sophia di Sassonia-Lauenburg, figlia del duca Bernardo III di Sassonia-Lauenburg, e di Adelaide di Pomerania-Stolp, come viene confermato dal Chronicon Brunsvicensium.

Gerardo di Jülich-Berg, secondo la Allgemeine Deutsche Biographie era l'unico figlio del conte di Ravensberg, Guglielmo II, che era stato anche vescovo di Paderborn e della moglie, Adelaide di Tecklenburg(† il 12 marzo 1419), figlia del conte Nikolaus von Tecklenburg.

## Biografia
Secondo il Düsseldorf St Maria Memorienbuch (non consultato), suo zio, Adolfo morì a Colonia, il 14 luglio 1437; Gerardo gli succedette in entrambi i ducati e divenne anche Duca di Jülich e di Berg, ed il 14 settembre dello stesso anno, l'imperatore Sigismondo lo confermò nei suoi titoli.
Sigismondo gli conferrì anche il titoli di duca di Gheldria e Conte di Zutphen, che Arnoldo di Egmond, rifiutò di cedere a Gerardo, e nella guerra che ne seguì Arnoldo, con l'aiuto del duca di Borgogna, Filippo il Buono, riuscì a mantenere il possesso dei suoi domini.
Nel 1449, iniziò dei negoziati con l'arcivescovo di Colonia, Dietrich von Moers, e col re di Germania e futuro imperatore, Federico III d'Asburgo, che in caso di morte sua o dei suoi successori, senza eredi, a partire dal 12 marzo 1451, il Ducato di Berg, la contea di Ravensberg ed altri territori, sarebbero passati all'arcivescovo di Colonia, per la cifra di 104.000 fiorini.
Già dal luglio 1452, era iniziata l'occupazione di alcuni territori, quando inaspettatamente al duca nacque il primo figlio ed erede il 1 ° gennaio 1455, per la realizzazione di quel contratto di cessione, se non annullata, fu così spostata in un futuro lontano.
L'abolizione formale del trattato avvenne dopo la morte dell'arcivescovo Dietrich, sotto il suo successore Ruprecht von der Pfalz, nel 1469.
Sua madre, Sofia, dal 1461, causa l'incurabile malattia mentale del padre, Gerardo, dovette reggere con energia ammirevole, il governo dei ducati e della contea, fino al 1472, anno in cui venne affiancata da Guglielmo. Sua madre, Sofia, morì il 9 settembre 1473, come conferma il Düsseldorf St Maria Memorienbuch (non consultato).
Suo padre, Gerardo morì il 18 agosto 1475, presumibilmente nel suo castello di Lülsdorf, e fu immediatamente sepolto con i suoi antenati nella cripta principesca del duomo di Altenberger, nel ducato di Berg; anche il Düsseldorf St Maria Memorienbuch (non consultato), riporta la morte di Gerardo il 18 agosto 1475. Guglielmo, gli succedette, come Guglielmo III.
Dopo il secondo matrimoni, Guglielmo ampliò i propri domini, per la dote della moglie.
In politica estera Guglielmo servì costantemente gli interessi della Casa di Borgogna fino al 1498, e da allora divenne neutrale sotto l'influenza francese; comunque il rapporto di Guglielmo, con Massimiliano I d'Asburgo, marito della duchessa di Borgogna, Maria, fu buono, correndo in suo aiuto, nel 1487, contro il re d'Ungheria, Matthias Corvinus e l'anno successivo nelle Fiandre in rivolta; poi nel 1492, pur dichiarando la sua disponibilità a sostenere gli interessi degli Asburgo, rifiutò il comando della Lega contro il re di Francia Carlo VIII, che aveva rifiutato di sposare, Margherita d'Asburgo, figlia di Massimiliano, trattenendo la dote.
La politica di avvicinamento di Guglielmo alla Francia, iniziò, nel 1498, con il successore di Carlo VIII, Luigi XII di Francia, che riuscì a far riconciliare Guglielmo col duca di Gheldria, Carlo II.
Comunque il rapporto con Massimiliano rimase buono, tanto che, nel 1503, gli chiese di rappresentarlo in una trattativa di pace sia in Francia che in Spagna, ma che Guglielmo dovette rinunciare per mancanza di competenze linguistiche, mentre nel 1506, fu al comando dell'esercito imperiale contro il re d'Ungheria.
Negli ultimi anni di vita, la maggior preoccupazione di Guglielmo fu di ottenere che Massimiliano riconoscesse l'eredità dei suoi domini alla sua unica figlia, Maria, che, dal 1496, era stata fidanzata con il giovane Giovanni, erede del Ducato di Kleve e della Contea di Mark; con un brevetto datato 4 maggio 1509, Massimiliano assicurò la successione di Maria e l'anno successivo Maria sposò Giovanni.
Guglielmo curò anche l'amministrazione statale interna, prestando particolare attenzione alla cura della magistratura, come viene dimostrato dai numerosi fascicoli della cancelleria ducale conservati nell'Archivio di Stato di Düsseldorf; si interessò anche del comportamento morale del clero, della promozione delle riforme dei monasteri, e, nel 1503 inoltre ottenne un concordato dall'arcivescovo di Colonia per la giurisdizione spirituale del ducato di Jülich. Infine, tenuto presente che la politica estera e l'amministrazione interna avevano richiesto ingenti spese finanziarie Guglielmo non ebbe una cattiva gestione finanziaria.
Guglielmo morì dopo una lunga e grave malattia il 6 settembre 1511, a Düsseldorf e fu sepolto con i suoi antenati nella cripta principesca del duomo di Altenberger, nel ducato di Berg.

## Matrimonio e figli
Nel 1472, Guglielmo si era fidanzato con Elisabetta di Nassau-Saarbrücken, figlia del conte di Nassau-Saarbrücken, Giovanni II e della moglie, Giovanna di Loon-Heinsberg, e il matrimonio venne celebrato nel 1474; qualche anno dopo Elisabetta morì durante il parto di un bimbo nato morto; anche il Düsseldorf St Maria Memorienbuch (non consultato), riporta la morte di Giovanna il 9 marzo 1479.
Dopo essere rimasto vedovo, Guglielmo, l'8 luglio 1481, sposò, in seconde nozze, a Colonia, Sibilla di Hohenzollern, come conferma anche il Chronicon Brunsvicensium, figlia figlia del Principe Elettore Alberto III di Brandeburgo e della seconda moglie Anna di Sassonia; il contratto era stato stipulato il 15 novembre 1480 a Colonia alla presenza dell'arcivescovo Hermann di Colonia.

Guglielmo da Sibilla ebbe una sola figlia:
- Maria (1491 - 1543), che ereditò i titoli di Duchessa di Jülich e di Berg, e contessa di Ravensberg[1].

## Ascendenza
|                                    |                               |                                     | Genitori                            |  |  | Nonni |  |  | Bisnonni             |  |  | Trisnonni       |  |
|                                    |                               |                                     |                                     |  |  |       |  |  | Guglielmo II di Berg |  |  | Gerardo di Berg |  |
|                                    |                               |                                     |                                     |  |  |       |  |  | Guglielmo II di Berg |  |  | Gerardo di Berg |  |
|                                    |                               | Margherita di Ravensberg            |                                     |  |  |       |  |  | Guglielmo II di Berg |  |  |                 |  |
| Guglielmo VIII di Jülich           |                               |                                     |                                     |  |  |       |  |  | Guglielmo II di Berg |  |  |                 |  |
|                                    |                               | Anna del Palatinato                 | Roberto II del Palatinato           |  |  |       |  |  |                      |  |  |                 |  |
|                                    |                               | Anna del Palatinato                 | Roberto II del Palatinato           |  |  |       |  |  |                      |  |  |                 |  |
|                                    |                               | Anna del Palatinato                 | Beatrice d'Aragona                  |  |  |       |  |  |                      |  |  |                 |  |
| Gerardo VII di Jülich-Berg         |                               | Anna del Palatinato                 |                                     |  |  |       |  |  |                      |  |  |                 |  |
|                                    |                               | Niccolò II di Tecklenburg           | Ottone VI di Tecklenburg            |  |  |       |  |  |                      |  |  |                 |  |
|                                    |                               | Niccolò II di Tecklenburg           | Ottone VI di Tecklenburg            |  |  |       |  |  |                      |  |  |                 |  |
|                                    |                               | Niccolò II di Tecklenburg           | Adelaide di Lippe                   |  |  |       |  |  |                      |  |  |                 |  |
| Adelaide di Tecklenburg            |                               | Niccolò II di Tecklenburg           |                                     |  |  |       |  |  |                      |  |  |                 |  |
|                                    |                               | Anna Elisabetta di Moers            | Federico III di Moers               |  |  |       |  |  |                      |  |  |                 |  |
|                                    |                               | Anna Elisabetta di Moers            | Federico III di Moers               |  |  |       |  |  |                      |  |  |                 |  |
|                                    |                               | Anna Elisabetta di Moers            | Walburga di Saarwerden              |  |  |       |  |  |                      |  |  |                 |  |
| Guglielmo IV di Jülich-Berg        |                               | Anna Elisabetta di Moers            |                                     |  |  |       |  |  |                      |  |  |                 |  |
|                                    | Eric IV di Sassonia-Lauenburg | Eric II di Sassonia-Lauenburg       |                                     |  |  |       |  |  |                      |  |  |                 |  |
|                                    | Eric IV di Sassonia-Lauenburg | Eric II di Sassonia-Lauenburg       |                                     |  |  |       |  |  |                      |  |  |                 |  |
|                                    | Eric IV di Sassonia-Lauenburg | Agnese di Schauenburg-Holstein-Plön |                                     |  |  |       |  |  |                      |  |  |                 |  |
| Bernardo III di Sassonia-Lauenburg | Eric IV di Sassonia-Lauenburg |                                     |                                     |  |  |       |  |  |                      |  |  |                 |  |
|                                    |                               | Sofia di Brunswick-Wolfenbüttel     | Magnus II di Brunswick-Wolfenbüttel |  |  |       |  |  |                      |  |  |                 |  |
|                                    |                               | Sofia di Brunswick-Wolfenbüttel     | Magnus II di Brunswick-Wolfenbüttel |  |  |       |  |  |                      |  |  |                 |  |
|                                    |                               | Sofia di Brunswick-Wolfenbüttel     | Caterina di Anhalt-Bernburg         |  |  |       |  |  |                      |  |  |                 |  |
| Sofia di Sassonia-Lauenburg        |                               | Sofia di Brunswick-Wolfenbüttel     |                                     |  |  |       |  |  |                      |  |  |                 |  |
|                                    |                               | Boghislao VIII di Pomerania         | Boghislao V di Pomerania            |  |  |       |  |  |                      |  |  |                 |  |
|                                    |                               | Boghislao VIII di Pomerania         | Boghislao V di Pomerania            |  |  |       |  |  |                      |  |  |                 |  |
|                                    |                               | Boghislao VIII di Pomerania         | Adelaide di Braunschweig-Osterode   |  |  |       |  |  |                      |  |  |                 |  |
| Adelaide di Pomerania-Stolp        |                               | Boghislao VIII di Pomerania         |                                     |  |  |       |  |  |                      |  |  |                 |  |
|                                    |                               | Sofia di Holstein-Rendsburg         | Enrico II di Holstein-Rendsburg     |  |  |       |  |  |                      |  |  |                 |  |
|                                    |                               | Sofia di Holstein-Rendsburg         | Enrico II di Holstein-Rendsburg     |  |  |       |  |  |                      |  |  |                 |  |
|                                    |                               | Sofia di Holstein-Rendsburg         | Ingeborg di Meclemburgo-Schwerin    |  |  |       |  |  |                      |  |  |                 |  |
|                                    |                               | Sofia di Holstein-Rendsburg         |                                     |  |  |       |  |  |                      |  |  |                 |  |

### Fonti primarie
- (DE)  Scriptorum Brunsvicensia illustrantium, Tome III.

### Letteratura storiografica
- (DE)  Gerardo VII duca di Jülich-Berg, da Allgemeine Deutsche Biographie
- (DE)  Guglielmo vescovo di_Paderborn, da Allgemeine Deutsche Biographie
- (DE)  Guglielmo duca di Jülich-Berg_e conte di Ravensberg, da Allgemeine Deutsche Biographie